# Altendorf (Suíça)
Altendorf é uma comuna da Suíça, no Cantão Schwyz, com cerca de 5 011 habitantes. Estende-se por uma área de 20,5 km², de densidade populacional de 244 hab/km². Confina com as seguintes comunas: Einsiedeln, Freienbach, Galgenen, Jona (SG), Lachen, Rapperswil (SG), Vorderthal.
A língua oficial nesta comuna é o alemão.